# Скорбященская церковь (Тверь)
Скорбя́щенская це́рковь (церковь Иконы Божией Матери «Живоносный источник», церковь Иконы Божией Матери «Всех скорбящих радосте» и Иконы «Всех святых») — Тверской и Кашинской епархии Русской православной церкви, расположена в Твери в южной части улицы Андрея Дементьева (бывшей Скорбященской улицы).
Церковь построена в 1780—1792 годах на месте деревянной церкви, которая была уничтожена во время большого городского пожара в 1763 году.
Каменная церковь была однопрестольной, с трапезным храмом, с каменной колокольней. К 1855 году в храме был устроен второй придел во имя иконы Божией Матери «Всех скорбящих Радость». На пожертвования горожан в 1897 году позолотили главу церкви. Это уникальный для Твери храм с объёмным семигранным алтарём с элементами стиля барокко и основой в стиле классицизма.
В 1937 году церковь была закрыта (при настоятеле - священномученике протоиерее Алексии Бенеманском). В 1950 году разобрали крыльцо. В 1975-1977 годах церковь была реконструирована, храму вернули облик, близкий к первоначальному. С 1961 по 1994 год в церкви был склад учебных пособий.
С 1991 года — действующая. С 1999 года возобновились службы. По статусу — приходская церковь.